# 渡边正义
渡边正义（日语： Watanabe Masayoshi，1954年12月20日—），日本高分子化学家和电化学家，日本电气化学会会长，生于日本神奈川县。

## 生平
1983年于日本早稻田大学获得工学博士学位。1988年至1990年在美国北卡罗莱纳大学进行访问研究。1992年加入日本横滨国立大学任讲师，1994年升为副教授, 1998年升为教授。1999–2002年曾受聘东京大学客座教授。

## 研究工作
- 基于锂离子电池、燃料电池、太阳能电池和致动器的电解液研究和材料设计，包括离子液体和聚合物电解质。
- 离子液体中聚合物和纳米材料的超分子自组装。
- 纳米结构材料，包括三维多孔有序电极和刺激响应变色的智能水凝胶。
- 基于生物界面与生物传感的蛋白质电化学。

## 荣誉

### 日本勋章奖章
- 紫绶褒章（2022年4月29日公布[1]）

### 奖项
- 2006年：日本电化学会 学术奖。
- 2006年：日本高分子学会 学术奖。